# Otago Excursion Train Trust
Der Otago Excursion Train Trust ist eine 1978 in Dunedin, Neuseeland gegründete Treuhandgesellschaft, die heute zusammen mit dem Dunedin City Council die Museumseisenbahn Taieri Gorge Railway in Otago betreibt.

## Geschichte
Die Geschichte reicht zurück bis in die 1950er, als die Otago-Sektion der New Zealand Railway & Locomotive Society (NZRLS) zusammen mit dem New Zealand Railways Department Exkursionszüge nach Zentral-Otago organisierte und betrieb. Doch die ab 1970 stetig größer werdenden Verluste im neuseeländischen Eisenbahnbetrieb führten in Folge 1976 zu der Entscheidung des New Zealand Railways Department den Betrieb der Ausflugszüge einzustellen. Um den Erhalt der historischen Züge und deren Strecken zu sichern, bildete sich die National Federation of Rail Societies. Sie kam mit der Regierung überein, privat betrieben Züge auch auf Strecken des New Zealand Railways Department betreiben zu dürfen.
Die Otago-Sektion der New Zealand Railway & Locomotive Society, die sich später als Otago Railway & Locomotive Society formierte, kaufte alte Eisenbahnwaggons und begann sie zu restaurieren. Um die Unterstützung der Öffentlichkeit zu bekommen, setzte sich die Gesellschaft für die Gründung des Otago Excursion Train Trust ein. Der Trust wurde im April 1978 gegründet und im Oktober 1979 erfolgte die erste Exkursion von Dunedin aus nach Cromwell.
Im Februar 1987 gründete der Trust die Taieri Gorge Limited. Als im Dezember 1989 die New Zealand Railways Corporation als Nachfolger des New Zealand Railways Department die Eisenbahnstrecke von Dunedin nach Cromwell einstellen wollte, übernahm der Dunedin City Council die Strecke bis Middlemarch und erlaubte dem Otago Excursion Train Trust den Weiterbetrieb der sich mittlerweile zur Touristenattraktion entwickelten Bahn.
1996 steckte der Trust in finanziellen Schwierigkeiten. Über die neu gegründete Taieri Gorge Railway Ltd stieg der Dunedin City Council mit ein. Seitdem betreiben der Trust und der Council gemeinsam den Taieri Gorge Railway.

## Mitgliedschaft
Der Otago Excursion Train Trust ist Mitglied in der Federation of Rail Organisations of New Zealand Inc, der Dachorganisation aller 70 Unternehmungen in Neuseeland, die Museums- oder Touristenzüge betreiben.